# Marattia cooperi
Marattia cooperi là một loài dương xỉ trong họ Marattiaceae. Loài này được Moore, ht.Veitch mô tả khoa học đầu tiên năm 1864.
Danh pháp khoa học của loài này chưa được làm sáng tỏ. 